# Lou Simard
Lou Simard (* 1962 in Jonquière, Québec) ist eine kanadische Regisseurin, Musikerin und Theaterautorin mit weltweiter Bühnenpraxis seit den 1980er Jahren.

## Leben
Lou Simard arbeitete mit kleinen und großen Ensembles, u. a. mit Robert Lepage, der Bremer shakespeare company, Mike Svoboda und Ingo Ahmels im:ensemble dacapo:.
Tournéen führten sie durch Europa, Nordamerika und Japan. Als Regisseurin spezialisierte sie sich auf die Stückentwicklungsmethode „Cycles Repère“ von Jacques Lessard und Robert Lepage sowie die Leitung von (Musik-)Theaterprojekten.
Lou Simard ist Gründerin von „Puck & Co. – Raum für Theater, Musik, Tanz“, Mitbegründerin des „:ensemble dacapo:“ und des Québecer Ensemble TUYO – Ensemble de musique pour instruments inventés (selbsterfundene Instrumente).

## Projekte und Werke (Auswahl)

### Theater
- William Shakespeare: Macbeth, Coriolan, La Tempête, Lucretia, Venus und Adonis, Verlorene Liebesmüh, Perikles, Viel Lärm um nichts, Ein Mitsommernachtstraum
- Gertrude Stein Die Welt ist rund
- Pit Holzwarth / Renato Grünig Comedian Harmonists
- Sergej Prokofiev –  »Peter und der Wolf – Pierre et la Lou« mit Pierre Charial, Orgue de Barbarie
- Erik Satie – Ein Tag für Erik Satie
- Guy Laramée – Théorie du désert

### Musiktheater
- Mike Svoboda – My God Mozart
- Lou Simard / Ingo Ahmels / Marie-France Goulet, 2001  „Gone West“, verlegt bei Dacapo
- Lou Simard / Ingo Ahmels  2021 „J-CHOES“,  verlegt bei Dacapo